# Willem Einthoven

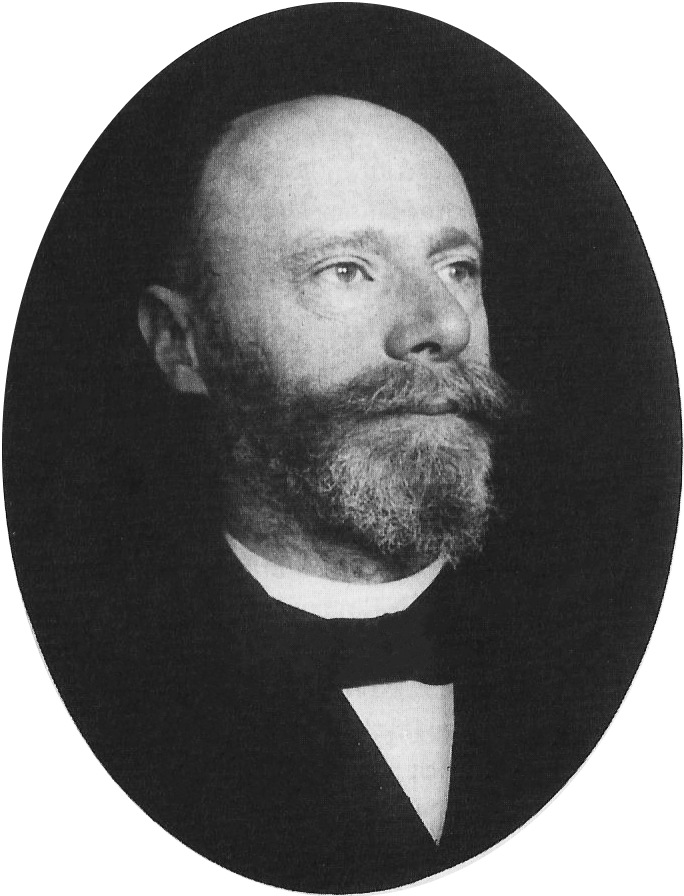
Willem Einthoven, 1906

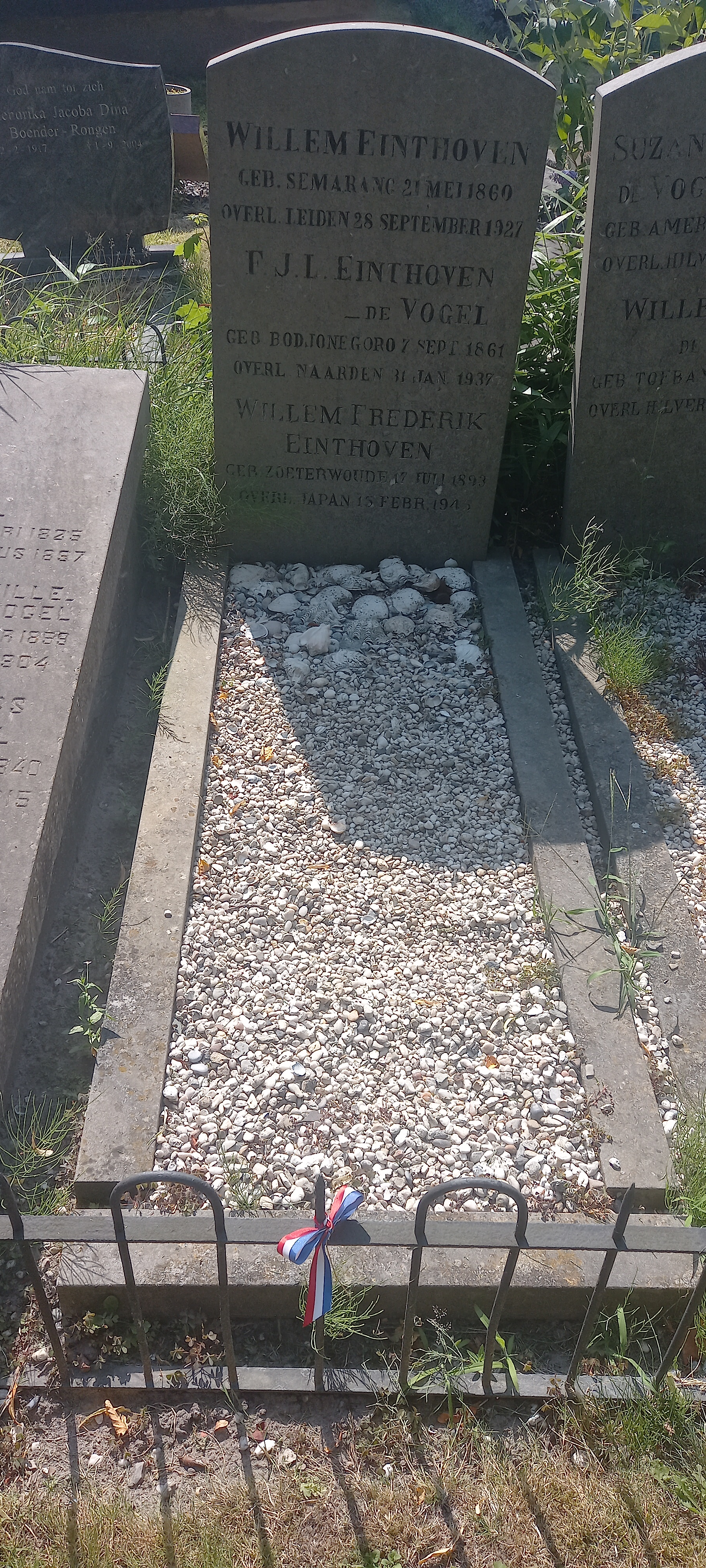
Das Grab von Willem Einthoven und seiner Ehefrau Frédérique Jeanne Louise de Vogel im Familiengrab auf dem reformierten Friedhof von Oegstgeest

Willem Einthoven (* 21. Mai 1860 in Semarang auf Java, Niederländisch-Indien; † 29. September 1927 in Leiden) war ein niederländischer Mediziner, Neurophysiologe und Nobelpreisträger.

## Familie
Willem Einthoven wurde als drittes von sechs Kindern geboren. Sein Vater Jacob Einthoven war Militärarzt und öffentlicher Gesundheitsbeamter, die Mutter (Louise de Vogel) war die Tochter eines für die Kolonien zuständigen Finanzbeamten. Nach dem Tod des Vaters (1866) kehrte die Mutter mit ihren fünf Kindern nach Utrecht in die Niederlande zurück.
1885 heiratete er seine Cousine Frédérique Jeanne Louise de Vogel. Aus der Ehe gingen drei Töchter und ein Sohn hervor.
Sein Grab liegt auf dem Friedhof der reformierten Kirche in Oegstgeest in der Provinz Südholland. Seit 1960 ist er Namensgeber für den Einthoven Hill, einen Hügel auf der Brabant-Insel in der Antarktis.

## Ausbildung und Beruf
Einthoven schloss die Gymnasialzeit 1879 ab und immatrikulierte sich an der Universität Utrecht im Fach Medizin. Prägenden Einfluss hatte der Anatom Willem Koster (1834–1907), der dort die Mechanik der Gelenke lehrte. In den späteren Studienjahren beeinflussten hauptsächlich der Physiologe Frans Cornelis Donders und der Ophthalmologe Herman Snellen (1834–1908), als dessen Assistent er kurze Zeit arbeitete, Einthovens wissenschaftliche Interessen. Als Thema seiner Doktorarbeit wählte er das Problem der „Farbenstereoskopie“, deren Phänomene er aus den unterschiedlichen Wellenlängen des roten und blauen Lichts erklärte. 1885 wurde er bei Frans C. Donders cum laude promoviert (Ph.D.). Von 1886 bis zu seinem Tod war er Professor für Physiologie an der Universität Leiden. 1905/06 amtierte er als Rektor der Universität.

## Leistung
Als junger akademischer Lehrer beschäftigte er sich zunächst mit der Physiologie der Atmung (1885–1894) und formulierte ein neues, revolutionäres Konzept der Mechanismen des Asthma bronchiale. Die Richtigkeit des Einthoven-Konzepts wurde erst nach 1950 experimentell bestätigt.
Einthoven begann ab 1894 mit dem Lippmann-Kapillar-Elektrometer zu arbeiten. Obwohl er mit der Empfindlichkeit und der Handhabung des Instruments sehr unzufrieden war, gelang ihm der Nachweis unterschiedlicher Potentialkurven bei Normalpersonen und Patienten mit Herzerkrankungen (1900). Ein weiterer Erfolg war die Registrierung der Herztöne mit dem Kapillar-Elektrograph sowie des Karotispulses und des Herzspitzenstoßes als Referenzmethoden 1894.
Er entdeckte, dass die Messempfindlichkeit (Trägerkohlen-Windungen) gesteigert werden konnte, und berichtete 1901 über die Ergebnisse und Erfahrungen mit dem neuen Saitengalvanometer. Die erste elektrographische Aufzeichnung damit erfolgte 1903. Diese Arbeit fand ebenso wenig Beachtung wie die klassische Arbeit über Signalfernübertragung, in der die EKG-Standardableitungen (I – Verbindung beider Arme, II – Verbindung rechter Arm/linker Fuß, III – Verbindung linker Arm/rechter Fuß) beschrieben wurden. Klinische EKGs wurden zuerst 1906 mittels einer Kabelverbindung zwischen Einthovens Labor und dem Leidener Universitätsklinikum abgeleitet. Norman J. Holter griff diesen Gedanken später wieder auf und entwickelte seine Methode der Telemetrie. Erst ab 1908 verbreitete sich der Ruf von Einthovens Neuentwicklung in Deutschland, Frankreich, Großbritannien und den Vereinigten Staaten. Wissenschaftler und Mediziner aus aller Welt kamen nach Leiden.
1913 legte er die mathematisch-theoretischen Grundlagen der Interpretation kardialer Oberflächenpotentialkurven fest, was zur Beschreibung des „Einthoven-Dreiecks“ als Berechnungsgrundlage des EKGs führte.
Einthoven beschrieb zahlreiche EKG-Veränderungen: Herzkammervergrößerung links- bzw. rechts, zahlreiche Arrhythmien, Herzfrequenz bei Ein- und Ausatmung, QRS-Morphologie in Ableitung III, Einfluss der Herzlage auf das EKG.
Insgesamt publizierte er 127 Beiträge, vorwiegend zum EKG. Für seine Entwicklung des zur EKG-Registrierung verwendeten Saitengalvanometers und die Beschreibung des Elektrokardiogramms erhielt er 1924 den Nobelpreis für Medizin. 1923 wurde er zum korrespondierenden Mitglied der Göttinger Akademie der Wissenschaften, 1925 zum Mitglied der Leopoldina und 1927 in die American Academy of Arts and Sciences gewählt.
1970 wurde der Mondkrater Einthoven nach ihm benannt.

## Schriften
- Quelques remarques sur le mécanisme de l’articulation du coude. 1882.
- Stéréoscopie dépendant d’une différence de couleur. 1886.
- Über die Wirkung der Bronchialmuskeln, nach einer neuen Methode untersucht, und über Asthma nervosum. In: Archiv für die gesamte Physiologie des Menschen und der Thiere, Band 51 (1892), S. 367.
- Über die Form des menschlichen Electrocardiogramms. In: Archiv für die gesamte Physiologie des Menschen und der Thiere, Band 60 (1895), S. 101–123.
- Un nouveau galvanomètre. Arch Sci Exp Nat 2 (1901) 40; auch in: Archives Néerlandais des Sciences exactes et naturelles, Band 6 (1902), S. 625–633.
- Le Télécardiogramme. In: Archives internationales de physiologie et de biochimie, Band 4 (1906), S. 132.
- Die Registrierung der menschlichen Herztöne mittels des Saitengalvanometers. In: Archiv für die gesamte Physiologie des Menschen und der Thiere, Band 117 (1907), S. 461–472.